# Ohvida andros
Ohvida andros is een spinnensoort in de taxonomische indeling van de kamspinnen (Ctenidae).
Het dier behoort tot het geslacht Ohvida. De wetenschappelijke naam van de soort werd voor het eerst geldig gepubliceerd in 2009 door Polotow & Antonio D. Brescovit.